# Glyphyalinia clingmani
Glyphyalinia clingmani är en snäckart som först beskrevs av Dall 1890.  Glyphyalinia clingmani ingår i släktet Glyphyalinia och familjen Zonitidae. Inga underarter finns listade i Catalogue of Life.